# Mitteleuropäisches Post- und Telegrafenmuseum

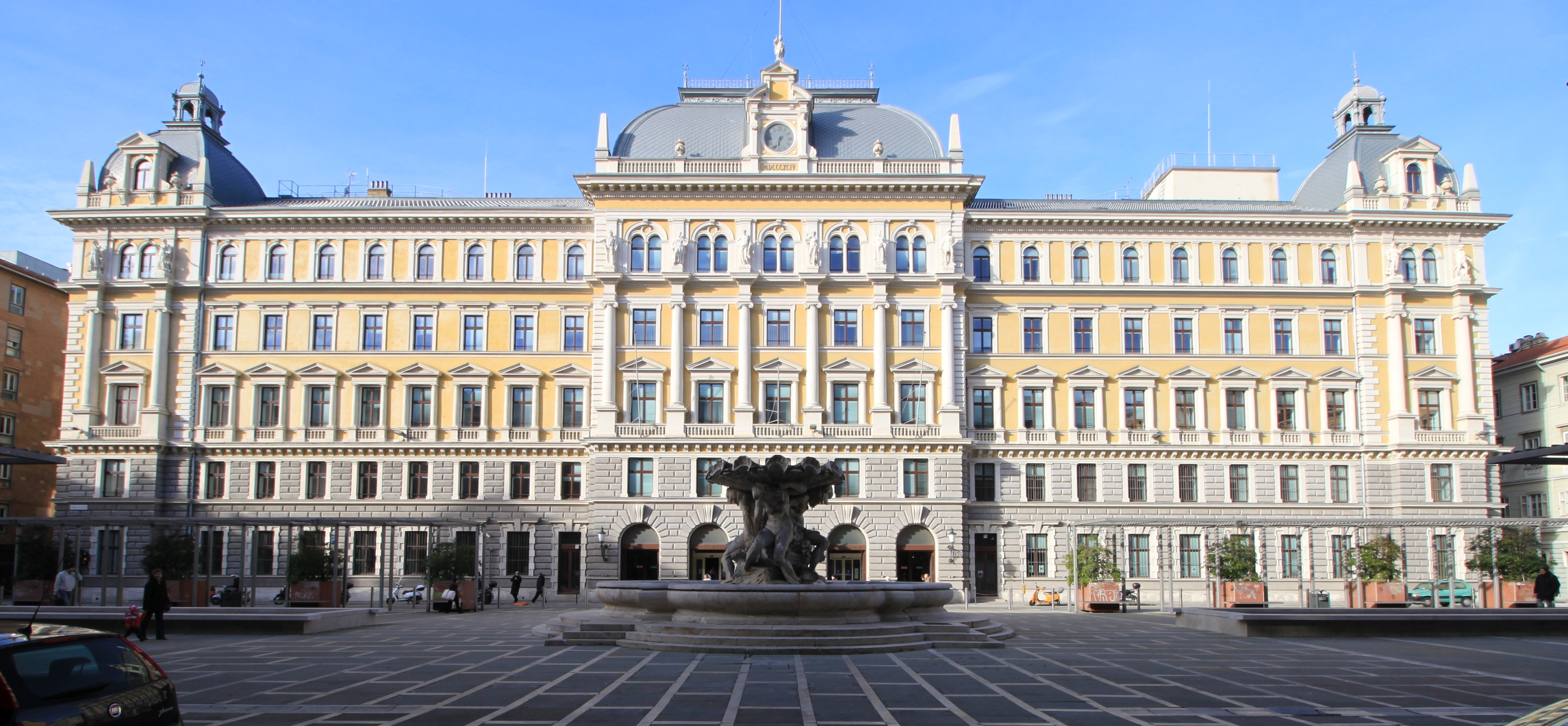
Postpalast (Palazzo delle Poste) Triest

Das Mitteleuropäische Post- und Telegrafenmuseum in Triest ist ein Museum der österreichischen und italienischen Postgeschichte des 19. und 20. Jahrhunderts. Es befindet sich im Erdgeschoss der 1894 durch den Wiener Architekten Friedrich Setz erbauten ehemaligen Triestiner Zentrale der k.u.k. Post- und Telegraphenverwaltung, heute Postpalast (Palazzo delle Poste) an der Piazza Vittorio Veneto.

## Geschichte
Triest wurde 1719 Freihafen der Habsburgermonarchie und entwickelte sich in den Folgejahren zum wichtigsten Seehafen der Adria. 1749 wurde eine tägliche Postverbindung zwischen Wien und Triest geschaffen und ab 1842 ein entfernungsabhängiges Tarifsystem durch die k.k. Post- und Telegraphenverwaltung eingeführt. Als Teil des Deutschen Bunds war Triest ab 1850 auch Teil des Deutsch-Österreichischen Postvereins und ein „realer Teil Mitteleuropas“. Ab 1857, mit Fertigstellung der k.k. Südlichen Staatsbahn, stieg der Waren- und Güterverkehr zwischen Hafen und den industriellen Zentren der Donaumonarchie explosionsartig, und das Post- und Telegrafenamt in Triest wurde infolgedessen zu einem internationalen Zentrum der damaligen Post- und Telegraphenverbindungen.
Von 1890 bis 1894 wurde im Borgo Teresiano der mächtige Postpalast nach Plänen des Architekten Friedrich Setz erbaut. Der im eklektischen Stil der Neorenaissance errichtete Bau besitzt auf einer Grundfläche von fast 7.100 m² unter anderem eine zentrale, glasüberdachte Postschalterhalle.
Der 1995 gegründete gemeinnützige Verein zur Schaffung eines Post- und Telegrafenmuseum mit Beteiligung der Stadt Triest hatte das Ziel, das postgeschichtliche Erbe der Stadt, der Region und des benachbarten Auslands zu dokumentieren und der Öffentlichkeit zugänglich zu machen. 1997 wurde das Museum im Erdgeschoss des Hauptpostgebäudes in Triest eröffnet, in dem zum Teil auch die ursprüngliches Ausstattung des historischen Postamtes integriert wurden. Seit 2001 ist das Museum Teil der Städtischen Museen für Geschichte und Kunst (Civici Musei di storia ed arte).

## Sammlungen

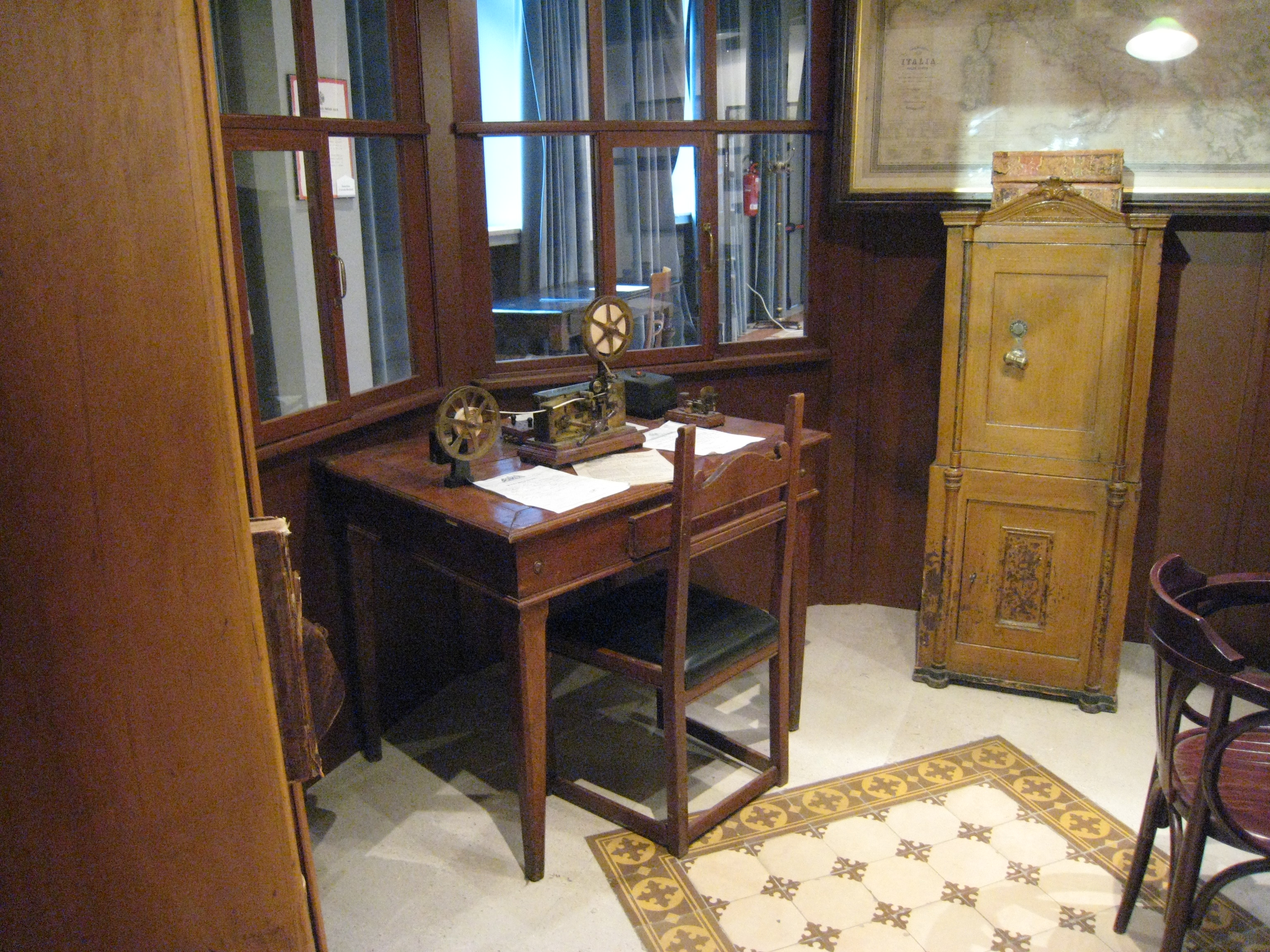
Rekonstruktion eines historischen Arbeitsplatzes

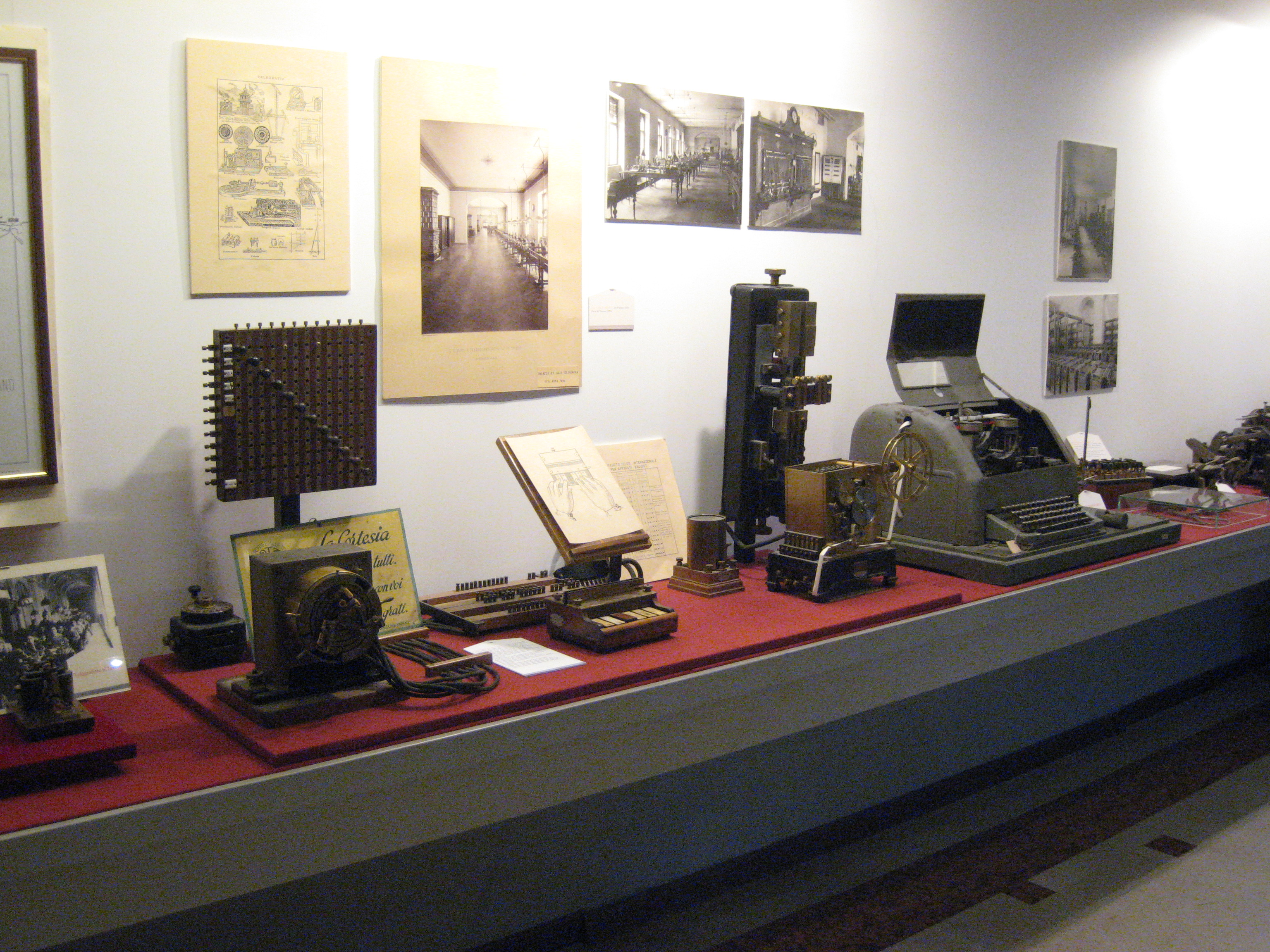
Sammlung historischer Kommunikationsgeräte

Die Sammlungen des Museums veranschaulichen anhand historischer Dokumente, Gebrauchsgegenstände, Bücher und Fotografien die Entwicklung des Postdienstes von der Mitte des 19. Jahrhunderts bis heute. Schwerpunkt bilden hierbei die historische Entwicklung der Stadt Triest, die der Region Friaul-Julisch Venetien und die der benachbarten Länder und Regionen, insbesondere Österreichs und Italiens.
Das Museum ist wie ein Postamt zur Zeit der Jahrhundertwende gestaltet, mit einzelnen Ausstellungen und Sammlungen der allgemeinen Post- und Briefmarkengeschichte, Brief- und Paketbeförderung per Schiff, militärischer und kartographischer Feldpost, sowie Telegrafie. Teilbereiche der Ausstellung beschäftigen sich speziell mit dem Werk des italienischen Rundfunkpioniers Guglielmo Marconi.